# Família de flors V
Família de flors V (Blumenfamilie V en alemany i Flower Family V en anglès) és un quadre d'estil expressionista pintat el 1922 per Paul Klee. Actualment forma part de la col·lecció del Museu Guggenheim de Nova York.
L'estil de Klee era altament particular, influenciat per moviments com ara l'expressionisme, el cubisme i el surrealisme. Tant ell com el seu amic, el pintor rus Vassili Kandinski, van ser professor de l'escola Bauhaus d'art, disseny i arquitectura. La seva obra reflecteix el seu humor sec i la seva perspectiva sovint infantil, els seus estats d'ànims i creences personals però també la seva musicalitat.